# Gentilés de France L
Pour un article plus général, voir Gentilés de France.
Gentilés des communes françaises par ordre alphabétique
- A
- B
- C
- D
- E
- F
- G
- H
- I
- J
- K
- L
- M
- N
- O
- P
- Q
- R
- S
- T
- U
- V
- W
- X
- Y
- Z

- Labrit : Labritois
- Lacroix (homonymie)
- Lagny-sur-Marne : Latignaciens
- Laines-aux-Bois : Laignerans
- Lancôme (Loir-et-Cher) : Lancômois
- Langres : Langrois
- Langueux : Langueusiens
- Lannion : Lannionais
- Lans-en-Vercors : Lantiers
- Lantenay (Ain) : beguélins
- Lattes : Lattois
- Laval : Lavallois
- Le Lavandou : Lavandourains
- Lavaur : Vauréens
- Lavieu : Lavuëns, Lavuennes
- Ledringhem (Nord) : Ledringhemois, Ledringhempoise, Ledringhemoises
- Le Mans : Manceaux, Mancelles
- Lens : Lensois, Lensoise
- Lent : Lentais, Lentaises
- Lérins (îles de) : Lériniens
- Les Achards : Achardais
- Les Ulis : Ulissiens
- Liévin : Liévinois
- Lifou : Drehu
- Lille : Lillois, Lilloise
- Limoges : Limougeaud, Limougeauds, Limougeaude, Limougeaudes
- Linas : Linois
- Lisieux : Lexoviens
- Loches (Indre et Loire) : Lochois
- Longwy : Longoviciens
- Lorient : Lorientais
- Loriol-sur-Drôme : Loriolais, Loriolaise
- Luçon : Luçonnais
- Lusignan : Mélusins
- Luxeuil-les-Bains : Luxoviens
- Lyon : Lyonnais, Lyonnaise

## Pour approfondir